# ケモノ (競走馬)
ケモノ（英:Kemono）、カシアス（欧字名:Cassius）は、日本、オーストラリアの競走馬である。主な勝ち鞍は、2017年の函館2歳ステークス（GIII）

## 経歴

### デビュー前
2015年3月27日に谷岡牧場にて生産。栗東トレーニングセンター所属の清水久詞厩舎の管理馬となった。馬名の「カシアス」の由来は「人名から」。父キンシャサノキセキの由来となった「キンシャサの奇跡」で勝利した「モハメド・アリ」の本名「カシアス・クレイ」にちなんだものである。

### 日本中央競馬会（JRA）時代

#### 2017年（2歳）
6月18日、函館競馬場の新馬戦（芝1200ｍ）に浜中俊とともに出走。単勝オッズ12.9倍の6番人気の支持を受けた。スタート直後にハナに立ち、そのまま先頭を保持して最後の直線まで逃げた。しかし後方からナンヨープランタンが追い上げてゴール手前で差し切り、アタマ差及ばずの2着となった。
7月1日、函館競馬場に滞在し新馬戦と同じ距離の未勝利戦（芝1200ｍ）に出走。単勝オッズ2.2倍の1番人気となった。ハナには立たずに3番手で先行し、馬場の内側に位置、最後の直線では、前方の馬が空けたスペースから抜け出し、2着の馬に3と2分の1馬身差をつけて勝利、初勝利を挙げた。騎乗した浜中俊は、「初戦は逃げる形でしたが、控えても器用に走ってくれました。初戦を使われてシャキッとしてきました」と振り返った。
7月23日、再び函館競馬場で函館2歳ステークス（GIII）に1番人気での出走。内枠から先行する馬に先を譲って5番手を追走し、最後の直線で粘る逃げ馬を差し切って優勝。重賞初制覇となった。函館2歳ステークスを未勝利戦を勝利した馬が勝利するのは、2002年のアタゴタイショウ以来15年ぶりの出来事であった。騎乗した浜中俊は、「調教がスムーズでいい状態で本番を迎えることができました。先行勢を見ながら手応え良く運べました。直線では2着と馬がしぶとかったのですが、よく交わしてくれました。すごく奥のある馬で、先々楽しみです」と回顧した。
本州に戻り11月4日、東京競馬場の京王杯2歳ステークス（GII）に出走。単勝オッズ13.9倍の5番人気の支持であった。距離の延長、休み明け、長距離の輸送、左回りと初めての条件が課された。最後の直線は3・4番手から前を行く馬と馬のを割って伸びて2着となった。騎乗した浜中俊は、「今日は久々の競馬で気負っていました。それでも我慢出来ていましたし、初めての左回りでも鋭く伸びています。距離は1600mくらいまでこなせると思います。今日は馬体が減ってさびしかったので、ふっくらしてくるとさらに良くなります」と振り返り、管理する清水久詞は、「函館以来の休み明けで、初めての輸送、左回り、距離も1ハロン延びての2着ですから、メドが立ちました。朝日杯フューチュリティステークスはさらに1ハロン延びますが、上積みもあるでしょうし、対応出来るようにやっていきます」とした。
続いて初めてのマイル戦、またGI初挑戦の朝日杯フューチュリティステークス（GI）に出走。単勝オッズ48.0倍の10番人気となった。レースでは、3番手で先行し進んだ。しかし最後の直線で後退、優勝したダノンプレミアムに0.8秒遅れた7着となった。

#### 2018年（3歳）
1月8日、京都競馬場のシンザン記念（GIII）に参戦。単勝オッズ7.5倍の4番人気の支持での出走となった。重賞勝ち馬のために他よりも重い負担重量を課されての出走となった。スタートで先手を奪い逃げ、先頭を守り続けて最後の直線に進入した。しかし、後方9番手から追い込んできたアーモンドアイに離されて、2番手から抜け出したツヅミモンにも差し切られた3着となった。騎乗した浜中俊は、「馬場の重い中、しっかり走っています。ただ斤量が重いので、道悪の影響はあったと思います。レースセンスが良いので今日はマイルにも対応してくれました」と回顧した。
4月8日、NHKマイルカップのトライアル競走で3着までに優先出走権が付与される、中山競馬場のニュージーランドトロフィー（GII）に参戦。単勝オッズ6.9倍の3番人気に推された。先頭でレースを進め逃げ、最後の直線に進入するまで先頭を保った。しかし後方から追い込んできた馬に先を越されて後退。優勝したカツジから0.4秒遅れて7着となった。騎乗した浜中俊は、「スタートからしっかり反応して、行きっぷりが良くなっていますね。けんかせず行かせることができたのですが、最後の坂で勢いが止まってしまった。それでもよく走っていますよ」となっている。
5月6日、NHKマイルカップ（GI）に参戦。出走する18頭のうち、単勝オッズ137.1倍の17番人気とブービー人気の支持での出走となった。スタート後に逃げず4・5番手で進み抜け出しを図ったものの後退し、勝ったケイアイノーテックから0.7秒離された10着となった。騎乗した浜中俊は、「少し力んでいたけど我慢してくれた。頑張ってくれました」とした。
6月6日付けで、オーストラリアに移籍するために、JRAの競走馬登録を抹消した。

### オーストラリア移籍
現役馬を海外から購入することに意欲的な馬主、オーストラリアのオジー・カヒアらの共同馬主グループに購入されて8月、2017年の香港ヴァーズで3着の実績がある トーセンバジル、メトロポリタンステークス4着の アドマイヤロブソン、新馬勝ちで500万以下（現1勝クラス）のカテゴリーに属する ダノンロマン、2017年の目黒記念で3着の ハッピーモーメント とともに5頭でオーストラリアに渡った。到着後レーシング・ヴィクトリアが管轄する検疫施設「ウェリビー・インターナショナル・ホースケア」にて2週間の輸入検疫を受け、トーセンバジルとアドマイヤロブソンとともにダレン・ウィアー厩舎に所属することとなった。
移籍後、馬名が「ケモノ（Kemono）」に改名された。
オーストラリア時間の9月1日、コーフィールド競馬場で行われるザヒース1100ステークス（G3）に参戦した。管理するダレン・ウィアー調教師は、ジ・エベレストにも出走させる考えもあり、「ジ・エベレストの出走枠保有者には彼の2戦目や3戦目に注目してもらえれば十分といったところで、土曜日（9月1日）が全てとは思っていないんだ」また、「彼を仕上げ切ってはいないから。しっかり走ってくれるだろうし、凄く能力の高い馬ではあるけど、初戦から最高の状態を見られるというものでもないさ。その先に期待しているんだ」としていた。ダミアン・レーン騎乗で臨んだが、勝ち馬とは1.6馬身差の7着となった。
9月15日、フレミントン競馬場で行われたボビールイスクオリティ（G2）にクレイグ・ウィリアムズとともに出走。残り300mで一時は先頭に立ったが、勝ち馬から0.3馬身差の3着となった。
9月30日、コーフィールド競馬場のテスタロッサステークス（L）（芝1200m）にマーク・ザーラを鞍上に出走。勝ち馬から1.3馬身離された2着となった。その後シドニーステークス（G3）に出走し勝ち馬に8.1馬身離されて6着となり、2018年を終えた。

#### 2019年 - 2020年（4歳 - 5歳）
シアロン・マーハー&デビッド・ユースタス厩舎に転厩し、3月2日フレミントン競馬場のボブ・ホイステッドハンデキャップ（L）で始動し4着、4月6日のコーフィールド競馬場で行われたアニバーサリーヴァーズでは3着になり、その後リンジー・スミス厩舎に転厩するなど8戦に出走したが勝利は得られなかった。
その後、コーフィールドを拠点とするロイド・ケネウェル（Lloyd Kennewell）厩舎に転厩して調整されたが、12月21日の西オーストラリアのアスコット競馬場にて5着になったのを最後に、翌2020年に抹消・引退（Retired）している。

## 競走成績

### 日本所属時代
以下の情報は、netkeiba.comに基づく。
| 競走日     | 競馬場 | 競走名       | 格   | 距離（馬場）  | 頭数 | 枠番 | 馬番 | オッズ （人気） | 着順 | タイム（上り3F） | 着差 | 騎手   | 斤量[kg] | 1着馬（2着馬）         |
| ---------- | ------ | ------------ | ---- | ------------- | ---- | ---- | ---- | --------------- | ---- | ---------------- | ---- | ------ | -------- | ---------------------- |
| 2017.06.18 | 函館   | 2歳新馬      |      | 芝1200m（良） | 8    | 8    | 8    | 012.9（6人）    | 02着 | 1:09.8（35.1）   | -0.0 | 浜中俊 | 54       | ナンヨープランタン     |
| 0000.07.01 | 函館   | 2歳未勝利    |      | 芝1200m（良） | 10   | 4    | 4    | 002.2（1人）    | 01着 | 1:09.4（34.7）   | -0.6 | 浜中俊 | 54       | （キングキングキング） |
| 0000.07.23 | 函館   | 函館2歳S     | GIII | 芝1200m（良） | 15   | 6    | 11   | 003.0（1人）    | 01着 | 1:10.0（34.8）   | -0.0 | 浜中俊 | 54       | （ウインジェルベーラ） |
| 0000.11.04 | 東京   | 京王杯2歳S   | GII  | 芝1400m（良） | 11   | 6    | 6    | 013.9（5人）    | 02着 | 1:22.2（33.8）   | -0.3 | 浜中俊 | 55       | タワーオブロンドン     |
| 0000.12.17 | 阪神   | 朝日杯FS     | GI   | 芝1600m（良） | 16   | 6    | 11   | 048.0（10人）   | 07着 | 1:34.1（34.5）   | -0.8 | 浜中俊 | 55       | ダノンプレミアム       |
| 2018.01.08 | 京都   | シンザン記念 | GIII | 芝1600m（稍） | 11   | 8    | 11   | 007.5（4人）    | 03着 | 1:37.4（35.6）   | -0.3 | 浜中俊 | 57       | アーモンドアイ         |
| 0000.04.07 | 中山   | NZT          | GII  | 芝1600m（良） | 15   | 4    | 6    | 006.9（3人）    | 07着 | 1:34.6（35.5）   | -0.4 | 浜中俊 | 56       | カツジ                 |
| 0000.05.06 | 東京   | NHKマイルC   | GI   | 芝1600m（良） | 18   | 7    | 15   | 137.1（17人）   | 10着 | 1:33.5（35.2）   | -0.7 | 浜中俊 | 57       | ケイアイノーテック     |

### オーストラリア所属時代
以下の情報は、racenet.comに基づく。
| 競走日     | 競馬場         | 競走名                    | 格 | 距離（馬場）      | 頭数 | 枠番 | 馬番 | 着順 | 着差     | 騎手           | 斤量[kg] | 1着馬（2着馬）    |
| ---------- | -------------- | ------------------------- | -- | ----------------- | ---- | ---- | ---- | ---- | -------- | -------------- | -------- | ----------------- |
| 2018.09.01 | コーフィールド | ザヒース1100S             | G3 | 芝1100m（Good4）  | 12   | -    | -    | 7着  | 1.6馬身  | D.レーン       | 56       | Ball of Muscle    |
| 0000.09.15 | フレミントン   | ボビールイスクオリティ    | G2 | 芝1200m（Good3）  | 9    | -    | -    | 3着  | 0.3馬身  | C.ウィリアムズ | 53       | Dothraki          |
| 0000.09.30 | コーフィールド | テスタロッサS             | L  | 芝1200m（Good3）  | 10   | -    | -    | 2着  | 1.3馬身  | M.ザーラ       | 59       | Trekking          |
| 0000.10.13 | ランドウィック | シドニーS                 | G3 | 芝1200m（Heavy9） | 11   | -    | -    | 6着  | 8.1馬身  | K.マケヴォイ   | 58       | Pierata           |
| 2019.03.02 | フレミントン   | ボブ・ホイステッドH       | L  | 芝1000m（Good4）  | 8    | -    | -    | 4着  | 2.8馬身  | M.ザーラ       | 58       | She's So High     |
| 0000.03.15 | ムーニーバレー | アベルS                   | L  | 芝1200m（Good4）  | 11   | -    | -    | 7着  | 3.9馬身  | M.ザーラ       | 58       | Mystyko           |
| 0000.04.06 | コーフィールド | アニバーサリーヴァーズ    | L  | 芝1400m（Good3）  | 14   | -    | -    | 3着  | 1.9馬身  | J.アレン       | 58       | Naantali          |
| 0000.04.20 | コーフィールド | ヴィクトリアH             | G3 | 芝1400m（Good4）  | 8    | -    | -    | 4着  | 2.8馬身  | J.アレン       | 55       | Streets Of Avalon |
| 0000.05.11 | コーフィールド | ハンデキャップ            |    | 芝1600m（Soft5）  | 7    | -    | -    | 6着  | 3.6馬身  | J.ウィンクス   | 60       | Guizot            |
| 0000.08.05 | クランボーン   | 3YO & Up Trial (Cl3-Open) |    | 芝0990m（Soft6）  | 10   | -    | -    | 5着  | 3.4馬身  | D.レーン       |          | Dubious           |
| 0000.08.10 | フレミントン   | ハンデキャップ            |    | 芝1400m（Heavy8） | 7    | -    | -    | 5着  | 9.25馬身 | D.レーン       | 57       | Vinland           |
| 0000.12.02 | ラークヒル     | 3UP TRL 72+               |    | 芝0950m（Good3）  | 9    | -    | -    | FF   |          | C.J.ポーター   |          | Double Jeopardy   |
| 0000.12.16 | ラークヒル     | 3UP TRL 72+               |    | 芝0950m（Good4）  | 9    | -    | -    | 6着  | 7.17馬身 | R.ヒル         | -        | Don't Fuss        |
| 0000.12.21 | アスコット     | RTG 78+ Handicap          |    | 芝1000m（Good4）  | 6    | -    | -    | 5着  | 7.5馬身  | R.ヒル         | 62.5     | Undisclosed       |

## 血統表
| カシアス、ケモノの血統           | カシアス、ケモノの血統                                             | カシアス、ケモノの血統                                             | （血統表の出典）                                                   | （血統表の出典） |
| 父系                             | サンデーサイレンス系                                               | サンデーサイレンス系                                               | サンデーサイレンス系                                               |                  |
| 父 *キンシャサノキセキ 2003 鹿毛 | 父の父フジキセキ 1992 青鹿毛                                       | *サンデーサイレンス                                                | Halo                                                               | Halo             |
| 父 *キンシャサノキセキ 2003 鹿毛 | 父の父フジキセキ 1992 青鹿毛                                       | *サンデーサイレンス                                                | Wishing Well                                                       |                  |
| 父 *キンシャサノキセキ 2003 鹿毛 | 父の父フジキセキ 1992 青鹿毛                                       | *ミルレーサー                                                      | Le Fabuleux                                                        | Le Fabuleux      |
| 父 *キンシャサノキセキ 2003 鹿毛 | 父の父フジキセキ 1992 青鹿毛                                       | *ミルレーサー                                                      | Marston's Mill                                                     |                  |
| 父 *キンシャサノキセキ 2003 鹿毛 | 父の母*ケルトシャーン 1994 鹿毛                                    | Pleasant Colony                                                    | His Majesty                                                        | His Majesty      |
| 父 *キンシャサノキセキ 2003 鹿毛 | 父の母*ケルトシャーン 1994 鹿毛                                    | Pleasant Colony                                                    | Sun Colony                                                         |                  |
| 父 *キンシャサノキセキ 2003 鹿毛 | 父の母*ケルトシャーン 1994 鹿毛                                    | Featherhill                                                        | Lyphard                                                            | Lyphard          |
| 父 *キンシャサノキセキ 2003 鹿毛 | 父の母*ケルトシャーン 1994 鹿毛                                    | Featherhill                                                        | Lady Berry                                                         |                  |
| 母 ラブディラン 2009 黒鹿毛      | 母の父Dylan Thomas 2003 鹿毛                                       | *デインヒル                                                        | Danzig                                                             | Danzig           |
| 母 ラブディラン 2009 黒鹿毛      | 母の父Dylan Thomas 2003 鹿毛                                       | *デインヒル                                                        | Razyana                                                            |                  |
| 母 ラブディラン 2009 黒鹿毛      | 母の父Dylan Thomas 2003 鹿毛                                       | Lagrion                                                            | Diesis                                                             | Diesis           |
| 母 ラブディラン 2009 黒鹿毛      | 母の父Dylan Thomas 2003 鹿毛                                       | Lagrion                                                            | Wrap It Up                                                         |                  |
| 母 ラブディラン 2009 黒鹿毛      | 母の母*ゴンチャローワ 1998 黒鹿毛                                  | Gone West                                                          | Mr. Prospector                                                     | Mr. Prospector   |
| 母 ラブディラン 2009 黒鹿毛      | 母の母*ゴンチャローワ 1998 黒鹿毛                                  | Gone West                                                          | Secrettame                                                         |                  |
| 母 ラブディラン 2009 黒鹿毛      | 母の母*ゴンチャローワ 1998 黒鹿毛                                  | Pure Grain                                                         | Polish Precedent                                                   | Polish Precedent |
| 母 ラブディラン 2009 黒鹿毛      | 母の母*ゴンチャローワ 1998 黒鹿毛                                  | Pure Grain                                                         | Mill Line                                                          |                  |
| 母系(F-No.)                      | (FN:14-a)                                                          | (FN:14-a)                                                          | (FN:14-a)                                                          |                  |
| 5代内の近親交配                  | His Majesty 4×5=9.38%、Danzig 4×5=9.38%、Northern Dancer 5×5=6.25% | His Majesty 4×5=9.38%、Danzig 4×5=9.38%、Northern Dancer 5×5=6.25% | His Majesty 4×5=9.38%、Danzig 4×5=9.38%、Northern Dancer 5×5=6.25% |                  |
| 出典                             | 1.                                                                 | 1.                                                                 | 1.                                                                 | 1.               |